# ストラッチャテッラ (スープ)

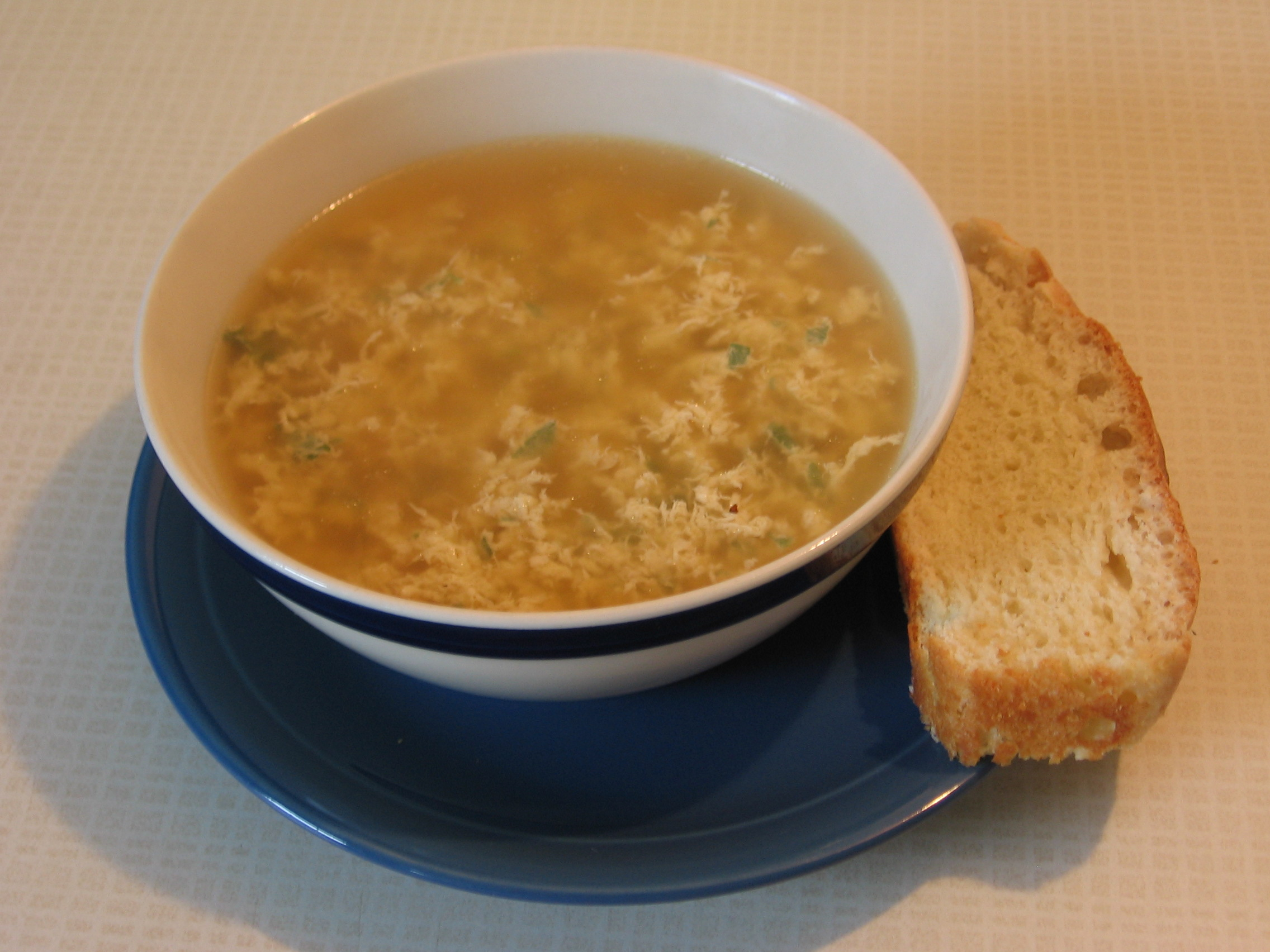
ストラッチャテッラの例

ストラッチャテッラ、ストラッチャテーラ（イタリア語: stracciatella）は、イタリアの郷土料理のスープ。日本においては「イタリア風かきたまスープ」、「イタリア版かき玉汁」とも説明される。

## 概要
「ストラッチャテッラ」は「ぼろきれ」「ぼろ布」の意である。鶏卵でとじた様子がぼろきれのように見えることから名づけられた。
鶏卵にパン粉と粉チーズを加えて、そぼろ状に仕上げた家庭的なスープである。
鶏のブロードなど出汁、ベジブロスに粉チーズを混ぜ込んだ溶き卵を流し込んで作る。

## 類似する料理
日本では、ストラッチャテッラを「ミルファンティ」と呼ぶことがある。
しかしながら、イタリアでのミルファンティとはチーズ、鶏卵、ショートパスタを用いたスープ状のパスタ料理であって、ストラッチャテッラとは異なる。
また、パッサテッリはミルファンティと同様にスープにパスタ生地を絞りだした物を加える料理であり、ミルファンティよりはパッサテッリのほうがパスタっぽいスープになる。